# Diagramma di Dalitz
Il diagramma di Dalitz (o grafico) è un diagramma ternario spesso usato in fisica delle particelle per rappresentare la frequenza relativa dei vari modi (cinematicamente distinti) nei quali i prodotti di certi decadimenti a tre corpi possono muoversi.

## Descrizione
La cinematica di un generico decadimento a tre corpi può essere completamente descritta con 5 variabili. Una scelta possibile è generalmente data, se si studia il problema nel sistema del centro di massa, dai 3 angoli di Eulero (che indicano l'orientazione del piano di decadimento) e dalle 2 variabili s12 e s23 così definite:
{\displaystyle s_{12}=(P_{1}+P_{2})^{2}=(P_{in}-P_{3})^{2}=s+m_{3}^{2}-2{\sqrt {s}}E_{3}}
{\displaystyle s_{23}=(P_{2}+P_{3})^{2}=(P_{in}-P_{1})^{2}=s+m_{1}^{2}-2{\sqrt {s}}E_{1}}
dove {\displaystyle P_{in}}e {\displaystyle P_{i}} ( i = 1, 2, 3) indicano i quadrimpulsi della particella iniziale e delle tre particelle finali, mentre {\displaystyle {\sqrt {s}}} indica l'energia del centro di massa.  s12 è il quadrato della massa invariante del sistema composto dalle particelle 1 e 2, s23 è il quadrato della massa invariante del sistema composto dalle particelle 2 e 3.
Queste variabili hanno come limiti:
{\displaystyle (m_{1}+m_{2})^{2}\leq s_{12}\leq ({\sqrt {s}}-m_{3})^{2}}
{\displaystyle (m_{2}+m_{3})^{2}\leq s_{23}\leq ({\sqrt {s}}-m_{1})^{2}}
{\displaystyle m_{1}^{2}+m_{3}^{2}+2m_{2}{\sqrt {s}}<s_{12}+s_{23}<s+m_{2}^{2}-2m_{1}m_{3}}
In un grafico di Dalitz tradizionale, gli assi del grafico sono le masse invarianti al quadrato delle due coppie dei prodotti del decadimento (per esempio, se la particella A decade nelle particelle 1, 2, e 3 il grafico di Dalitz per questo decadimento potrebbe avere s212 sull'asse x e s223 sull'asse y). 
Se non ci sono correlazioni angolari tra i prodotti di decadimento, la distribuzione di queste variabili è piatta. Tuttavia, le simmetrie possono imporre certe restrizioni sulla distribuzione. Inoltre, i decadimenti a tre corpi sono spesso dominati dai processi risonanti, nei quali la particella decade in due prodotti, con uno di quei prodotti che decade immediatamente in altri due prodotti. In questo caso, il grafico di Dalitz mostrerà una distribuzione non uniforme, con un picco intorno alla massa del decadimento risonante. In questo modo, il grafico di Dalitz fornisce uno strumento eccellente per studiare la dinamica dei decadimento a tre corpi.
I grafici di Dalitz hanno un ruolo centrale nella scoperta di nuove particelle negli attuali esperimenti di fisica delle alte energie, inclusa la ricerca del bosone di Higgs, e servono anche per ricerche che possono andare oltre il modello standard.
Richard H. Dalitz introdusse questa tecnica nel 1953 per studiare i decadimenti dei mesoni K (che al tempo erano ancora chiamati "mesoni tau"). Può essere adattato anche per l'analisi dei decadimenti a quattro corpi.  Una forma specifica di un grafico di Dalitz a quattro particelle (cinematica non-relativistica), che si basa su un sistema di coordinate tetraedrico, fu applicata per la prima volta per studiare la dinamica a pochi corpi nei processi di frammentazione atomica a quattro corpi.